# Cimetière militaire allemand de Caix
Pour les articles homonymes, voir Caix (homonymie).
Le cimetière militaire allemand de Caix est un cimetière militaire de la Grande Guerre, situé sur le territoire de la commune de Caix, dans le département de la Somme, à l'est d'Amiens.

## Historique
Les Allemands édifièrent, à Caix, un cimetière militaire pour leurs soldats morts au combat, principalement pendant la Bataille du Kaiser du printemps 1918. Ont été inhumés ici des corps de soldats allemand retrouvés après la guerre sur les champs de bataille. 30 prisonniers de guerre, décédés au cours de leur captivité en 1918-1919, furent inhumés dans ce cimetière.

## Caractéristiques
Le cimetière rassemble 1 264 corps, dont 5 n'ont pu être identifiés. Les tombes individuelles sont matérialisées par des croix en métal. Le cimetière clos par des murs de pierre est arboré et une grande croix de métal a été érigé au centre.

## Pour approfondir